# ES Troyes AC
Espérance Sportive Troyes Aube Champagne, poznatiji kao Troyes, francuski je nogometni klub iz grada Troyes. Trenutačno se natječe u Ligue 2.

## Klupski uspjesi

### Domaći
- Ligue 2
  - Prvak: 2014./15., 2020./21.

### Europski
- UEFA Intertoto kup
  - Osvajač: 2001.

## Vanjske poveznice
- Službena web-stranica